# Rakotzsee
Der Rakotzsee (von sorbisch rak ‚Krebs‘) ist ein zwischen 1842 und 1875 künstlich angelegter See im Azaleen- und Rhododendronpark Kromlau und liegt im Ortsteil Kromlau der Gemeinde Gablenz im Landkreis Görlitz. Er ist ca. 300 m lang und ca. 35 bis 50 m breit. In der Mitte wird der See von der 19,80 m langen Rakotzbrücke überspannt. Ebenfalls in der Mitte des Sees befindet sich eine Basaltstelengruppe, die „Orgel“ genannt wird. Das Ensemble gilt als exemplarisch für die Gartenarchitektur der Romantik.

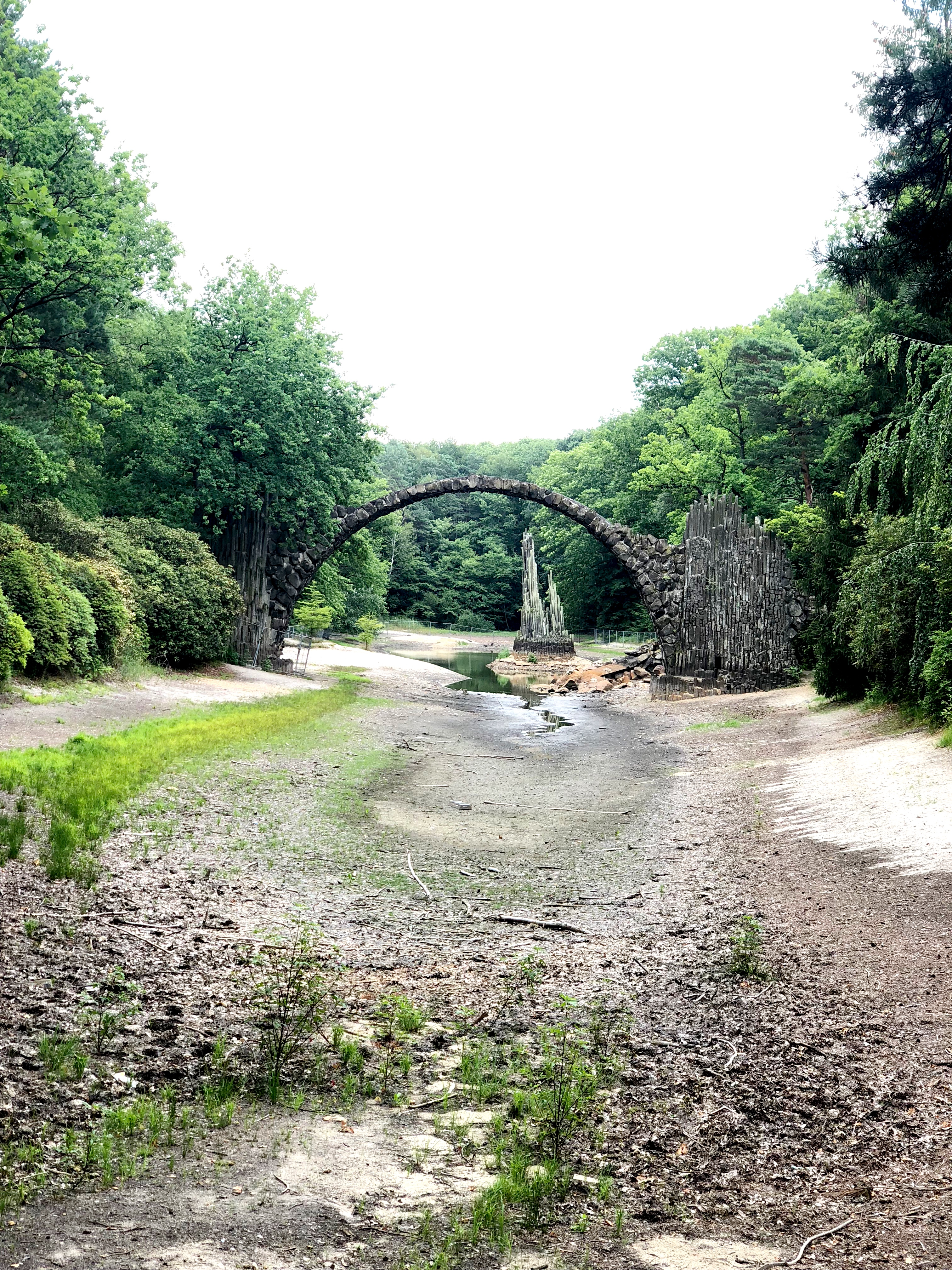
Rakotzbrücke und abgelassener Rakotzsee

Da der See keinen natürlichen Zulauf hat, wird sein Wasserstand mittels einer Pumpe erhalten. Es gibt Überlegungen, ihn aus einem natürlichen Wasserlauf zu speisen.
Im Jahr 2017 dienten der Rakotzsee und die Brücke als Kulisse für den Film Der Zauberlehrling. Die dank der Wasserspiegelung zu einem Kreis geschlossene Rakotzbrücke fungierte dabei als Tor in die Parallelwelt.

## Sanierung 2018 bis 2021
Die Bauten um den Rakotzsee wurden im Zeitraum 2018 bis 2021 einer umfassenden Sanierung unterzogen. Die Arbeiten umfassten:
- Ausbesserung vorhandener und Anlage neuer Wege um den Inselteich
- Neubau eines Infopoint und öffentliche Toiletten am Hauptparkplatz (Ortseingang)
- Restaurierung der Basaltorgel und Wiederaufbau der eingestürzten Grotte
- Restaurierung der Brückenkammern, der Verkleidung und des Rundbogens der Brücke über den Rakotzsee
- Umbau des Kavalierhauses, um neue Ferienwohnungen zu schaffen

Zur Sanierung der einsturzgefährdeten Rakotzbrücke sowie zur Rekonstruktion der 1952 eingestürzten Grotte wurde das Wasser des Sees abgelassen. Die Sanierung der vierten Brückenkammer verzögerte sich wegen der Überwinterung einer Mopsfledermaus. Die Brücke wurde am 10. Juli 2021 wieder freigegeben. Die Sanierung schlug mit ca. 4,2 Millionen Euro zu Buche.